# Monarchia konstytucyjna

Monarchie parlamentarne oznaczono kolorem ciemnozielonym, monarchie konstytucyjne kolorem jasnozielonym

Monarchia konstytucyjna – ustrój państwa, w którym władzę sprawuje monarcha ograniczony we władzy ustawodawczej wymuszoną przez konstytucję współpracą z przedstawicielstwem narodu, a we władzy wykonawczej ma dowolność w wybieraniu ministrów. Różni się od monarchii parlamentarnej tym, że w tej cała władza przechodzi na parlament (tak jak w Wielkiej Brytanii) i ministrowie, by uzyskać kierownictwo nad działem lub działami administracji rządowej muszą uzyskać poparcie parlamentu.

## Lista monarchii konstytucyjnych

### Europa
- Andora
- Belgia
- Dania
- Holandia
- Liechtenstein
- Monako
- Norwegia
- Zakon Maltański

### Afryka
- Lesotho
- Maroko

### Azja

#### Bliski wschód
- Bahrajn
- Jordania
- Kuwejt
- Zjednoczone Emiraty Arabskie

#### Daleki wschód
- Tajlandia

- Bhutan
- Kambodża

### Australia i Oceania
- Samoa
- Tonga
- Nowa Zelandia